# 阿拉約洛斯
38°43′N 7°59′W / 38.717°N 7.983°W

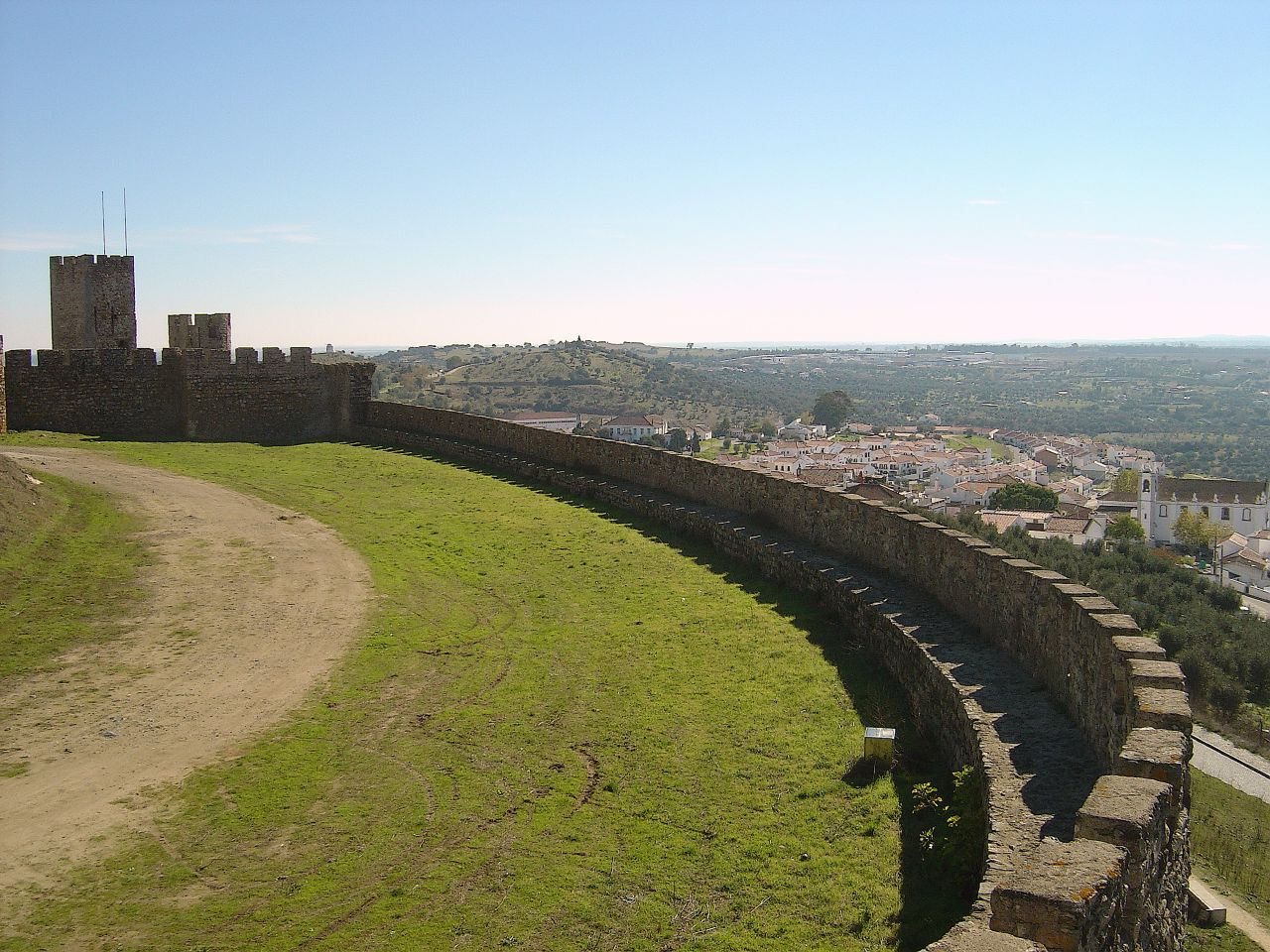
阿拉约洛斯

阿拉約洛斯（葡萄牙語：Arraiolos）是葡萄牙的城鎮，位於該國中南部，由埃武拉區負責管轄，始建於1290年，面積683.75平方公里，2011年人口7,363，人口密度每平方公里11人。